# サンアイ (長崎県)
1. サンアイ時代の店舗外観画像

サンアイ株式会社（SAN-AI）は、長崎県諫早市に本社を置く、かつて存在した自動車用品の販売、ホームセンターであった。

## 概要
1945年（昭和20年）、吉原商会の屋号で自動車用品の販売を目的に創業。1983年（昭和58年）8月頃より本格的にホームセンター事業を開始。
本店以外にも県内では島原店、長崎店（西彼杵郡時津町）、大村店、佐世保店、県外では北九州折尾店、佐賀店、久留米店の合計7店舗で営業し、ピーク時の1996年2月期には年商約210億円をあげていた。
しかし、その後の消費低迷と同業者との競合などで減収に転じ、2000年（平成12年）には北九州折尾店、久留米店、2004年（平成16年）には佐賀店、2005年（平成17年）には長崎店を相次いで閉鎖、3店舗で営業していた。
この間、店舗不動産を売却するなど財務内容の改善や採算回復に努めたが、2007年2月期の年商は約54億4000万円にまで落ち込み、不動産の売却損なども重なり約4億9,500万円の赤字を計上。先行き業績好転の見込みが立たず、金融機関の支援も取り付けられなかったことから、事業継続が困難となっていた。
負債は債権者約530名に対し約62億4,500万円。
なお、鳥取県米子市に本社を置く同名のホームセンターとは関係がない（こちらのサンアイは株式会社が先に来る）。

## 歴史
- 1945年（昭和20年） - 吉原商会の屋号で自動車用品の販売を目的に創業[1]。
- 1970年（昭和45年）6月 - 有限会社吉原商会を設立し、法人改組化。
- 1978年（昭和53年） - ホームセンター「ハッピーライフサンアイ」を開設し、以降はホームセンター運営に業態を変更[2]。
- 1983年（昭和58年）8月頃 - サンアイ株式会社設立し、本格的にホームセンター事業を開始[1]。
- 2000年（平成12年）
  - 1月 - 北九州折尾店[2]
  - 5月 - 久留米店閉店[2]
- 2004年（平成16年）7月18日 - 佐賀店閉店[1]
- 2005年（平成17年） - 長崎店閉店[1]
- 2008年（平成20年）1月27日 - 破産申立の準備に入り、同日、本店と長崎県内の3店舗をすべて閉鎖した[1]。

## 店舗
- 特記ない限り閉店日は破産日以前のもの。

### 福岡県
| 店名         | 所在地           | 閉店日    | 備考                                                                             |
| ------------ | ---------------- | --------- | -------------------------------------------------------------------------------- |
| 北九州折尾店 | 北九州市八幡西区 | 2000年1月 | ヤマダデンキが居抜き出店し、現在は「家電住まいる館YAMADA北九州八幡店」として営業 |
| 久留米店     | 久留米市         | 2000年5月 |                                                                                  |

### 佐賀県
| 店名   | 所在地                 | 閉店日        | 備考 |
| ------ | ---------------------- | ------------- | ---- |
| 佐賀店 | 佐賀市本庄町本庄1184-5 | 2004年7月18日 |      |

### 長崎県
| 店名     | 所在地            | 閉店日 | 備考                                                                                                  |
| -------- | ----------------- | ------ | --- |
| 本店     | 諫早市栗面町94    |        | 2009年12月にホームインプルーブメントひろせが居抜き出店し、現在は「HIヒロセ 諫早バイパス店」として営業 |
| 大村店   | 大村市            |        | |
| 佐世保店 | 佐世保市干尽町4-5 |        | ナフコが居抜き出店し、現在は「ホームセンターナフコ 佐世保みなとインター店」として営業                 |
| 島原店   | 島原市            |        | |
| 長崎店   | 西彼杵郡時津町    | 2005年 | |